# Albert Oehlen
Albert Oehlen (Krefeld, 1954) is een Duits kunstschilder.
Oehlen studeerde bij Sigmar Polke aan de kunstacademie van Hamburg tot 1981, in de tijd van het neo-expressionisme. Hij werd gerekend tot de Neue Wilden. Oehlen werkte onder anderen samen met Werner Büttner en Martin Kippenberger, ook muzikaal en in anarchistische, soms agressieve performances.
Hij maakte in zijn Neue Wilden-periode vooral indruk door zijn virtuositeit, "door zijn nonchalant-snelle en talentvolle schilderwijze."
In de daarop volgende jaren naar 1995 toe is zijn werk steeds abstracter geworden. Rond 1995 bestaat een doek uit verschillende (schilderkunstige) elementen die samen zijn gebracht op het canvas, zoals energieke verfstreken, computertekens, gebogen en beweeglijke lijnen, bedrukte stof, ruimtewerkende kleurvelden. Deze elementen bestaan naast elkaar. Ze vormen samen een complex beeld, zonder dat er sprake is van een harmonisch of gestructureerd geheel.
Hij is een broer van Markus Oehlen.